# Pachyteria sumbaensis
Pachyteria sumbaensis är en skalbaggsart som beskrevs av Hayashi 1994. Pachyteria sumbaensis ingår i släktet Pachyteria och familjen långhorningar. Inga underarter finns listade i Catalogue of Life.